# Atilio Tass
Atilio L. Tass (7 luglio 1957) è un ex schermidore argentino.

## Biografia
Ha partecipato ai Giochi della XXIII Olimpiade di Los Angeles nel 1984

## Palmarès
In carriera ha conseguito i seguenti risultati:
- Giochi panamericani:

San Juan 1979: bronzo nella sciabola a squadre.